# اس‌اس زیلاندیک (۱۹۱۱)
اس‌اس زیلاندیک (۱۹۱۱) (به انگلیسی: SS Zealandic (1911)) یک کشتی بود که طول آن ۴۷۷٫۵ فوت (۱۴۵٫۵ متر) و ارتفاع آن ۳۱ فوت (۹٫۴ متر) بود. این کشتی در سال ۱۹۱۱ ساخته شد.